# Convento delle Clarisse (Grosseto)
Il convento di Santa Chiara, meglio noto come convento delle Clarisse, è un edificio situato nel centro storico di Grosseto.

## Storia

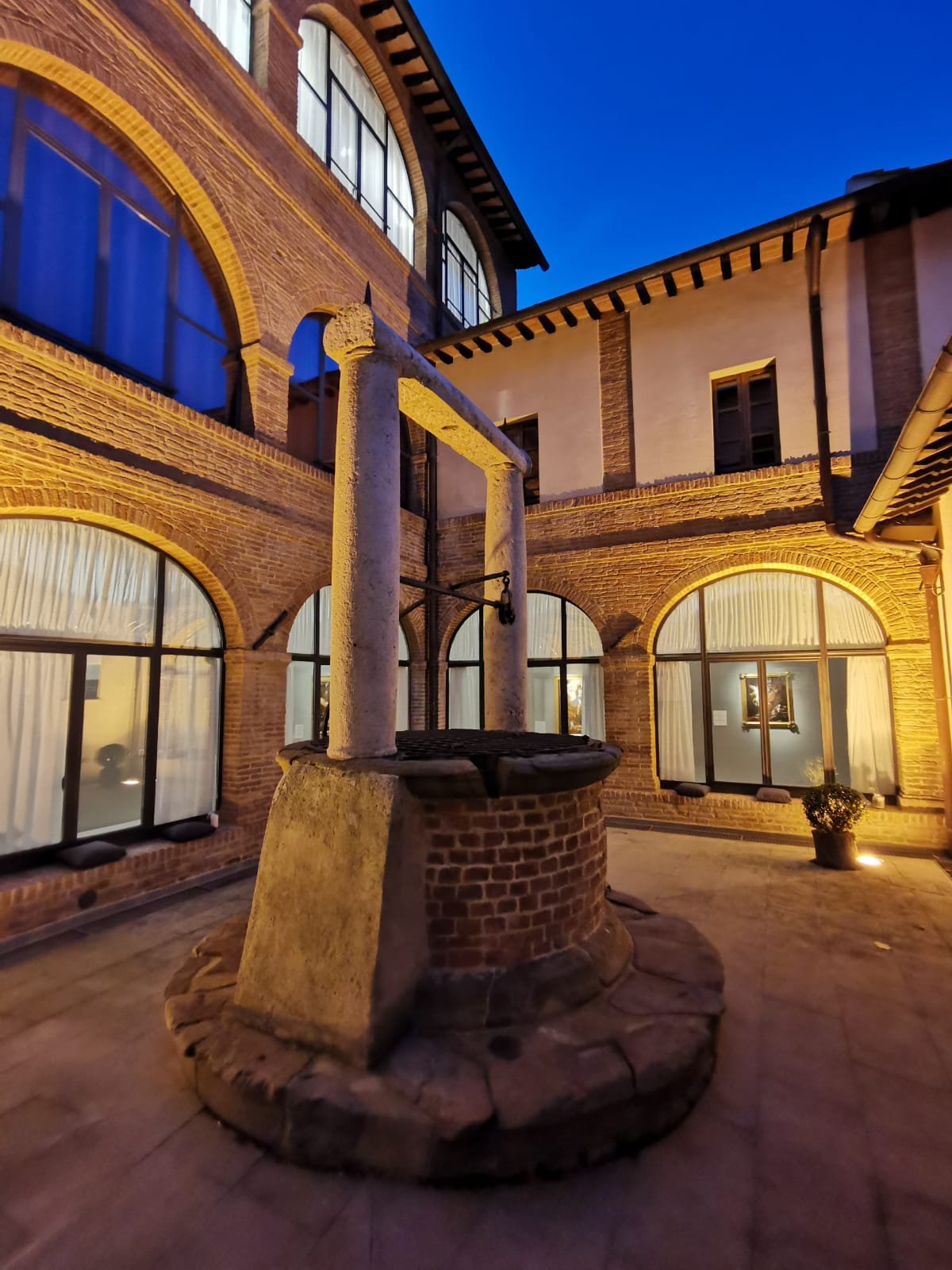
Il pozzo nel cortile interno

Edificato a partire dal 1585 per ospitare le monache clarisse, rimaste senza convento dopo la demolizione del monastero dell'Annunziata nel 1577 per permettere la costruzione delle mura medicee, fu completato solo nel secolo successivo. La struttura dell'edificio fu condizionata dalla decisione delle monache di aderire alla clausura, che dettò la necessità, dopo il 1620, di rialzare il monastero di un piano per ospitare le celle e di garantirne l'isolamento sigillando le finestre e rialzando di 4 metri il muro di cinta dell'orto su piazza San Francesco. Nel 1634 venne costruito il chiostro e fu consacrata la cappella adibita al culto per le funzioni religiose; in seguito a una donazione del 1662, infine, il convento fu ampliato con l'annessione della casa Fanucci, collegata tramite l'arco sul chiasso delle Monache; la consacrazione definitiva avvenne nel 1692. Per far fronte all'ampliamento della comunità, alla fine del XVII secolo, fu realizzato il corpo di fabbrica (laboratori o depositi) a chiusura del chiostro, oltre a tre piani di loggiato interno e l'altana (una piccola loggia posta nella parte più elevata dell'edificio, chiamata anche 'belvedere').
Il convento fu soppresso dal granduca Pietro Leopoldo nel 1787 e ceduto al vicino ospedale della Misericordia. Il convento e l'ospedale furono messi in comunicazione grazie alla costruzione dell'"arco degli infermieri", demolito entro il 1929. Alcune parti dell'ex convento furono demolite o utilizzate come dispensario di igiene sociale, importante istituzione di pubblica assistenza per il trattamento di malattie a carattere sociale. La destinazione sanitaria dei locali del convento proseguì fino agli anni sessanta del XX secolo, caratterizzandone la gestione architettonica con vari interventi – tra i quali si segnalano quelli a opera dell'ingegnere Ernesto Ganelli nel 1940 – fino a quando non iniziarono i lavori per il nuovo ospedale fuori dal centro storico. Il convento ospitò per un periodo il laboratorio di scultura di Ivo Pacini, gli studi dei pittori Claudio Amerighi e Luigi Bernardi, e il laboratorio fotografico Agenzia BF.
Nel 1995 l'edificio, insieme a quello dell'ex ospedale, venne assegnato al Comune di Grosseto, che predispose un'opera di restauro complessivo (2002-2003, progetto di Marco Jodice), e poté riaprire l'ex convento al fine di ospitarvi manifestazioni culturali e iniziative didattiche. Assegnato in un primo momento al polo universitario grossetano, ospitò il Museolab della città di Grosseto e contestualmente dal 2004 anche la mostra permanente del fondo Roberto Ferretti, gestita dall'Archivio delle tradizioni popolari della Maremma grossetana.
Nel marzo 2016 l'ex convento divenne la sede del Polo culturale espositivo Clarisse Arte. In seguito a nuovi lavori di restauro e allestimento, diretti dall'architetta Cecilia Luzzetti, l'edificio ospita dal 22 dicembre 2019 il Museo collezione Gianfranco Luzzetti.